# Biochemical Journal
Biochemical Journal è una rivista scientifica peer-review che esce due volte al mese e copre tutti gli aspetti di biochimica, nonché biologia molecolare e cellulare. Viene prodotta dalla Portland Press ed è stata fondata nel 1906. 

## Storia
La rivista è stata fondata nel 1906 da Benjamin Moore, titolare della prima cattedra di biochimica britannica presso l'Università di Liverpool, con il supporto finanziario di Edward Whitley, un erede della Birreria Greenall Whitley. Entrambi hanno svolto il ruolo di caporedattori e la rivista è stata inizialmente pubblicata dalla Liverpool University Press. È stata acquisita dalla Biochemical Club (successivamente detta Biochemical Society) nell'ottobre 1912, poco dopo la fondazione della società; a quel tempo il giornale aveva 170 abbonati. Dal 1913 fu pubblicata dalla Cambridge University Press, con William Bayliss e Arthur Harden ai vertici del Comitato di redazione; quell'anno il titolo originale The Bio-Chemical Journal diventa The Biochemical Journal.
La rivista apparve inizialmente a intervalli irregolari, da tre fino a dodici numeri che comparivano ogni anno in un singolo volume. Dal 1948, sono stati pubblicati due volumi all'anno, con quattro o cinque parti per volume, e la frequenza è aumentata rapidamente nel corso degli anni, fino all'attuale frequenza di otto volumi in tre parti nel 1974.

## Attività della rivista
Ogni anno vengono pubblicati 8 volumi, ogni volume consiste di tre parti (24 numeri all'anno).
Per celebrare il centenario della rivista nel 2006, è stato lanciato un archivio online gratuito con il primo numero della rivista (1906). Tutti i file sono disponibili come pdf, e i file recenti sono disponibili anche in un formato proprietario detto Enhanced Electronic Serials Interface-View (EESI-View). La rivista ha vinto nel 2007 il premio Charlesworth Award per la Migliore Rivista Online 2007.I giudici hanno descritto la rivista online come "visivamente attraente e facile da usare ... mantiene il carattere di rivista sfruttando al contempo il supporto digitale per offrire 
una gamma di funzionalità aggiuntive ".
Verso la fine del 2009, la rivista ha lanciato una nuova innovazione tecnologica: la Semantic Biochemical Journal. Il software utilizzato, Utopia Documents, trasforma il contenuto della rivista collegando dinamicamente i documenti ai dati di ricerca, consentendo ai lettori di interagire e manipolare le informazioni contenute negli articoli scientifici della rivista in modo più efficace. Il software trasforma immagini statiche, tabelle, e testo in oggetti che possono essere collegati, annotati, visualizzati e analizzati in modo interattivo.

## Servizi d'indicizzazione e di abstract
La rivista viene riportata dalle seguenti basi di dati bibliografiche:
- BIOBASE
- BIOSIS
- CAB International
- Chemical Abstracts Service
- Current Contents
- EMBASE
- International Food Information Service
- MEDLINE/Index Medicus
- ProQuest Information & Learning
- Science Citation Index.

Indicizzato dall'ISI Biochemical Journal ha ricevuto un fattore di impatto di 4.396 come riportato nel Journal Citation Reports del 2014 della Thomson Reuters, classificandolo 67 su 289 riviste nella categoria Biochimica e biologia molecolare.